# 中間擬長頜魚
中間擬長頜魚，為輻鰭魚綱骨舌魚目象鼻魚科擬長頜魚屬的其中一種。該物種主要分布於非洲Rubi河流域，體長可達18.2公分。